# Татјана Тешић Трнка
Татјана Тешић Трнка (Крагујевац, 18. јун 1975) српска је стилска и имиџ консултанткиња, предузетница, филолог, преводилац и новинарка. Живи у Бечу од 2011. године.

## Биографија

### Образовање
Татјана Тешић Трнка је рођена у Крагујевцу, од оца Бранка и мајке Гордане. Првих шест разреда основног образовања завршила је у ОШ „Мома Станојловић” у родном граду, а седми и осми у ОШ „Седам секретара СКОЈ-а”, после пресељења породице Тешић у Београд 1989. године. У престоници је матурирала у Десетој гимназији опшег смера „Михајло Пупин” на Новом Београду.
Потом је, уписавши Вишу хотелијерску школу у Београду, као најбоља у класи студентску праксу завршила на Кипру. Неколико година по повратку са Кипра дипломирала је неохеленистику (савремени грчки језик и књижевност) на Филолошком факултету Универзитета у Београду. Била је и стипендиста Министарства образовања и вера Републике Грчке на летњем програму Универзитета у Јањини. Касније је на смеру менаџмента у култури и медијима Факултета за културу и медије Универзитета „Мегатренд” крунисала своје образовање титулом мастера одбранивши тезу „Припрема пословних система за глобални наступ”.
На Институту за економски развој у Бечу стекла је звање колор, стилског и имиџ консултанта. Једна је од седам „TÜV Austria” сертификованих имиџ-консултаната и једина странкиња са тим сертификатом у Аустрији. 

### Каријера
Била је запослена у Амбасади Републике Кипар у Београду на месту преводиоца за савремени грчки, енглески и српски језик, где се током вишегодишњег рада сусретала са многим еминентним домаћим и страним личностима из света политике (посебно дипломатије), културе, уметности, науке и спорта. Савремени грчки језик је предавала на Универзитету „Божидар Аџија” и у школи страних језика „Softline”, а по пресељењу у Беч 2011. наставила је да преводи и предаје.
Године 2021. ушла је у предузетничке воде оснивањем фирме „T-Style Concept e.U.” за стилски и имиџ консалтинг. Њена фирма се бави пружањем консултантских услуга у области дизајна личног имиџа и едукацијом појединаца и група путем предавања, радионица и семинара у области вербалне и невербалне комуникације, са фокусом на хармонији између етике и естетике, личности и личног стила.
У заједници Срба у Аустрији даје свој допринос неговању и очувању српске културе, традиције, језика и ћириличког писма, као и грађењу мостова разумевања и толеранције између народа и култура. Више година је била члан Српског просвјетног и културног друштва „Просвјета” Аустрија, а 2022. и један од спонзора манифестације „Српски дани културе” у Бечу, коју организује Удружење „Фокус”.
Чланица је Аустријске привредне коморе, Удружења за имиџ-консалтинг, Аустријског новинарског клуба и Међународне пословне мреже (енгл. Business Network International Wien).
У слободно време бави се манекенством, стандарним и латиноамеричким плесовима, сликањем и дизајном ентеријера.
Течно говори немачки, енглески и грчки језик, а служи се и руским и италијанским.
Удата је за Аустријанца Кристијана Трнку.
Живи и ради у Бечу, а послује на релацији Беч–Београд активно одржавајући везе са матицом.
Увршћена је у „Енциклопедију националне дијаспоре”, коју уређује Иван Калаузовић Иванус.